# 苑田邦夫
苑田 邦夫（そのだ くにお、1947年 - ）は、福岡県大牟田市出身のアマチュア野球選手（外野手）。実兄に苑田聡彦がいる。

## 経歴
三池工業高校では、2年生エース上田卓三を擁し、三番打者、中堅手として1965年夏の甲子園に出場。準決勝に進み秋田高に辛勝。決勝では上田が銚子商の木樽正明との投手戦を2-0で制し優勝を飾る。しかし同年の岐阜国体は、準決勝で銚子商の木樽に完封を喫した。
卒業後は法政大学へ進学。東京六大学野球リーグでは在学中に3度の優勝を経験。1年上の田淵幸一、山本浩司らとともに1968年春季リーグで優勝、ベストナイン（外野手）に選出される。同季の東大1回戦で鶴岡一人と並ぶ1試合6安打のリーグ記録を達成。最上級生となった1969年秋季リーグでも、同期のエース山中正竹を擁し優勝に貢献する。大学同期には山中の他、江本孟紀、黒田正宏、山田克己、堀井和人らが揃っていた。
大学卒業後は江本とともに熊谷組に入社。1970年から5年連続で都市対抗に出場、中心打者として活躍した。1973年の第10回アジア野球選手権大会日本代表に選出されている。